# Götz-Werner von Fromberg
Götz-Werner von Fromberg (* 15. Januar 1949 in Hannover) ist ein in Hannover ansässiger deutscher Rechtsanwalt und ehemaliger Notar.

## Leben
Fromberg ist seit 1975 als Rechtsanwalt und war ab 1985 als Notar in Hannover tätig. Durch öffentlichkeitswirksame Mandate ist er über die niedersächsische Landeshauptstadt hinaus bekannt geworden. So schlossen unter seiner Vermittlung die Hells Angels mit den konkurrierenden Bandidos einen „Friedensvertrag“. Fromberg selbst besitzt Immobilien im Hannoverschen Steintorviertel (einem Rechteck, gebildet aus Reuter-, Goethe-, Reitwallstraße sowie Am Marstall), dem örtlichen Rotlicht-Bezirk, der bis zur Auflösung ihres dortigen Charters 2012 von den Hells Angels kontrolliert wurde. Der ehemalige Präsident der Hells Angels in Hannover, Frank Hanebuth, zählt zu Frombergs Freunden. Eine Freundschaft verbindet Fromberg auch mit dem ehemaligen Bundeskanzler Gerhard Schröder, der als Rechtsanwalt bis 2010 in Bürogemeinschaft mit der Kanzlei v. Fromberg & Collegen tätig war.
Vom 31. August 2005 bis zum 16. Juli 2006 war Fromberg der zwölfte Präsident des Sportvereins Hannover 96. Nach Unstimmigkeiten in der Vereinsführung legte Fromberg die Präsidentschaft nieder. Mit Martin Kind wurde sein Vorgänger auch Nachfolger in diesem Amt.
2015 gab er bekannt, sich aus seiner Anwaltstätigkeit zurückzuziehen und nur noch als Notar tätig zu sein. Im Jahr 2019 mit Erreichen der gesetzlichen Altersgrenze von 70 Jahren endete seine Notartätigkeit.